# Distretto di Beruniy
Il distretto di Beruniy è uno dei 14 distretti della Repubblica autonoma del Karakalpakstan, in Uzbekistan. Il capoluogo è Beruniy.